# 26935 Вередей
26935 Вередей (26935 Vireday) — астероїд головного поясу, відкритий 15 березня 1997 року.
Тіссеранів параметр щодо Юпітера — 3,564.